# Sviluppo personale
Lo sviluppo personale è il processo di miglioramento di se stessi in termini di conoscenze, abilità e atteggiamenti. È una pratica continua che dura tutta la vita e può essere perseguita attraverso una varietà di attività, come la lettura, la formazione, la meditazione e il volontariato. Comunemente usato come sinonimo di crescita personale, in realtà si deve considerare come il suo fratello maggiore. Infatti se la crescita si considera come un aumento in quantità, lo sviluppo ne è il contenitore attraverso il quale si migliora la qualità della crescita stessa, ottimizzando l'ambiente che la circonda, applicandone i cambiamenti progressivi e globali.
Come la crescita personale, anche lo sviluppo personale o personal development, non è disgiunto da quello professionale, in quanto il miglioramento delle competenze, in inglese "skill", può portare a un miglioramento della propria posizione aziendale se non ad una vera e propria nuova professione. Lo sviluppo personale può portare a molti benefici, tra cui: maggiore fiducia in se stessi, migliore autostima, migliore capacità di comunicazione, migliore gestione del tempo, maggiore produttività e maggiore soddisfazione nella vita.

## Formazione
Nell'ambito dello sviluppo personale una delle principali caratteristiche è la formazione. Questa viene affrontata solitamente dopo il ciclo scolastico obbligatorio e universitario, in concomitanza con la ricerca di una prima occupazione, per un avanzamento o cambio di carriera. Si tratta quindi di apprendimento in età adulta definito andragogia. Uno dei massimi studiosi di questa disciplina è stato l'educatore statunitense Malcolm Knowles, famoso appunto per aver sviluppato per primo il modello andragogico.

## Crescita dello sviluppo personale
L'industria del personal development è in continua crescita, con sempre più persone che cercano modi per migliorare se stesse, sia nella vita professionale che personale. Questo fenomeno è dovuto a diversi fattori, tra cui la crescente complessità del mondo del lavoro, la maggiore consapevolezza dell'importanza della salute mentale e il desiderio di vivere una vita più piena e significativa. Secondo un rapporto di Grand View Research, il mercato globale dello sviluppo personale raggiungerà i 56,66 miliardi di dollari entro il 2027, pari a una crescita del 5,1% dal 2020 al 2027.